# Nozomi Ōhashi
Nozomi Ōhashi (大橋 のぞみ, 9 de mayo de 1999), es una actriz y cantante japonesa unida a la agencia de talentos Central Kodomo Gekidan. Es conocida por su papel en la película de 2008 Gake no ue no Ponyo de los estudios Studio Ghibli. También apareció actuando en varias series de la televisión japonesa.
Nozomi se retiró del mundo del espectáculo el 31 de marzo de 2012.

## Trayectoria
Ōhashi hizo su debut como cantante a los 3 años con su canción "Gake no ue no Ponyo", que cantó junto con el dúo Fujioka Fujimaki en 2007. La canción fue el tema de la película de anime de Studio Ghibli, Gake no ue no Ponyo.
Cuando salió su primer single el 15 de diciembre de 2007, se posicionó en el nº 115 de las listas Oricon. Sin embargo, tras el estreno de Gake no ue no Ponyo, alcanzó el nº 3 en las listas. Permaneció en el top 10 por diez semanas consecutivas, un récord para un artista menor de diez años. Este récord sólo se rompió por el sencillo "Maru Maru Mori Mori!" en 2011. Fue invitada a participar en la 59ª edición de Kōhaku Uta Gassen, siendo la participante más joven en la historia de este programa. Además de cantar el tema principal de la película Gake no ue no Ponyo, Ōhashi puso la voz al personaje de Karen.
En 2009, actuó en el papel de Sachi Murakami en una serie drama de Fuji TV Shiroi Haru, convirtiéndose en uno de los personajes principales principales. También fue protagonista en un especial de televisión titulado Happy Birthday. Este se estrenó el 21 de noviembre de 2009 en la cadena Fuji TV.
En 2011, Nozomi produjo su segundo single titulado Panda no Yume. El título de esta canción fue aprobado como la "Canción de Bienvenida del Panda" para el Zoo Ueno por el comité de publicidad del zoo. Así se convirtió en la canción publicitaria para la exhibición del nuevo panda del zoo el 1 de abril de 2011. El sencillo fue lanzado en Japón el 27 de julio de ese mismo año. Además de producir su single, Ōhashi actuó en la serie de televisión nipona Don Quixote. Su papel fue el de Airi Nakano.
Tuvo también un papel secundario en la película ''Shiawase no Pan', que se estrenó en los cines japoneses el 28 de enero de 2012. 
El 1 de marzo de 2012 se anunció que Ōhashi se retiraba del mundo del espectáculo para continuar con sus estudios tras ser admitida en el instituto. Su último día de trabajo fue el 31 de marzo de ese mismo año. También se anunció la cancelación de la película de la que iba a ser protagonista, Daisuki na Kutsu o Haitara", por problemas de producción.
Apareció en el programa de televisión Jinsei ga Kawaru 1-Funkan no Fukaihanashi el 19 de marzo de 2012. En su aparición cantó dos temas, "Gake no Ue no Ponyo" y "Kyo no Hi wa Sayonara", ambos de su álbum Non-chan Kumo ni Noru. Esa fue su última aparición pública.

## Vida privada
Nozomi Ōhashi es la más pequeña de su familia. Tiene dos hermanas, 7 y 4 años mayores que ella. Su actriz favorita es Mirai Shida.

## Trabajos como actriz

### Series de televisión
- Ningen no Shomei  (CX, 2004)
- Yonimo Kimyona Monogatari Anata no Monogatari  (Fuji TV, 2005)
- Kinyo Entertainment  (Fuji TV, 2006)
- Tsubasa no Oreta Tenshitachi Slot  (Fuji TV, 2006)
- Jūken Sentai Gekiranger  (TV Asahi, 2007, ep1)
- Honto ni Atta Kowai Hanashi Tsukareta Mori  (Fuji TV, 2009)
- Shiroi Haru  (Fuji TV, 2009)
- The Quiz Show 2  (NTV, 2009)
- Veterinarian Dolittle (TBS, 2010)
- Don Quixote (NTV, 2011)

### Películas
- Inu no Eiga (2005) como la joven Mika
- Luna-Heights （2005） como Anna Kishibe
- Luna-Heights 2 (2006) como Anna Kishibe
- Gake no ue no Ponyo (2008) como la voz de Karen
- Case Closed: The Lost Ship in the Sky (2010) como la voz de Kawaguchi Satoshi

### Publicidad
- Asahi Soft Drinks Mitsuya Cider (2008) - con Fujioka Fujimaki

## Discografía

### Singles
- "Gake no Ue no Ponyo" (5 de diciembre de 2007, Yamaha Music Communications) - con Fujioka Fujimaki
- "Panda no Yume" (27 de julio de 2011)

### Álbumes
- Gake no ue no Ponyo
- Non-chan Kumo ni Noru (24 de diciembre de 2008, Yamaha Music Communications)